# カメノ
カメノ（ブルガリア語: Камено、Kameno）はブルガリア南東部の町、およびそれを中心とした基礎自治体。ブルガス州に属する。

## 町村
カメノ基礎自治体（Община Камено）には、その中心であるカメノをはじめ、以下の町村（集落）が存在している。
- Винарско（Vinarsko）
- Вратица（Vratitsa）
- Желязово（Zhelyazovo）
- Камено（Kameno）
- Константиново（Konstantinovo）
- Кръстина （Krastina）
- Ливада（Livada）

- Полски извор（Polski izvor）
- Русокастро（Rusokastro）
- Свобода（Svoboda）
- Трояново（Troyanovo）
- Тръстиково （Trastikovo）
- Черни връх（Cherni vrah）

## 出身者
- ルミャーナ - ポップ・フォーク歌手